# 野口茂夫
野口 茂夫（のぐち しげお、1907年5月11日 - 1993年）は、日本の児童詩人、教育者。
福島県小名浜（現いわき市）生まれ、茨城県平潟町育ち。1928年東京府立青山師範学校卒、29年同専攻科卒、詩人・大関五郎に師事。東京府北多摩郡砧小学校教師、滝野川小学校教諭。小砂丘忠義の『綴方生活』同人。1944年浅草区新堀国民学校教諭、集団疎開、敗戦ののち46年小島小学校教諭、日本作文の会創立に参加。中央区月島小学校長を最後に1968年定年退職。作文、児童詩の指導を行った。「のぐちしげお」とひらがなの筆名を用いた。

## 著書
- 『教育の天 詩集』東陽閣 1941
- 『子どもの詩をみちびく』明治図書出版 教育実践文庫 1953
- 『えんぴつ対談』松井行正絵 青葉書房 学級図書館 5年 1957
- 『新しい児童詩教室』新評論 1970
- 『児童詩教育の原点』新評論 1972
- 『浅草新堀学校 少年詩・学童疎開』吉田翠 え けやき書房 子ども世界の本 1986
- 『北原白秋と児童自由詩運動』興英文化社 1997

共著
- 『ちからを伸ばす 小学国語　詩の授業』綿田三郎ほか共著 日本書籍 1982

## 参考
- 『浅草新堀学校 少年詩・学童疎開』著者紹介、解説